# Ruta Cinematográfica de Almodóvar
La Ruta Cinematográfica de Almodóvar è un itinerario turistico creato dalla regione spagnola di Castiglia-La Mancia per rendere omaggio al regista cinematografico Pedro Almodóvar. Questo itinerario, lungo 36 km circa, si snoda tra quattro località che più di altre sono state il simbolo del cinema almodovariano: Almagro, Granátula de Calatrava, Calzada de Calatrava e Puertollano.
Ad Almagro le impronte almodovariane si incontrano in Plaza Mayor, dove sono state girate diverse scene di Volver; nella Calle Federico Relimpio sono state girate altre due scene importanti di Volver: la passeggiata del fantasma di Carmen Maura e successivamente l'attraversamento del corteo funebre dopo la morte della Zia Paula. Infine nella Calle Ramón y Cajal si può incontrare la casa alla quale arriva la disperata Leo Marcíasin ne Il fiore del mio segreto; la stessa che in Volver sarà la dimora di zia Paula.
A Granátula de Calatrava, Raimunda, il personaggio interpretato da Penélope Cruz in Volver, dopo aver ucciso il marito lo sotterra sulla sponda del fiume Júcar e poi incide i loro nomi su uno degli alberi lì intorno. Infine nel cimitero di Granátula è stata girata la primissima scena del film, quando Raimunda pulisce la tomba della madre insieme alla figlia mentre soffia il vento solano, caratteristico della zona.
A Calzada de Calatrava il comune nel 1990 ha voluto rendere omaggio al cineasta spagnolo creando il "Parque Pedro Almodóvar", dove è stata anche posizionata una scultura somigliante ad una grande cinepresa di colore rosso che dal centro del parco sembra inquadrare tutto il paesaggio. Inoltre nella Calle Urbano si può vedere la casa dove nacque Pedro Almodóvar.
Infine a Puertollano, ultima tappa della ruta, nel 2006 all'Auditorio Municipale è stata presentata la prima mondiale di Volver.